# 馬伊丹佩克

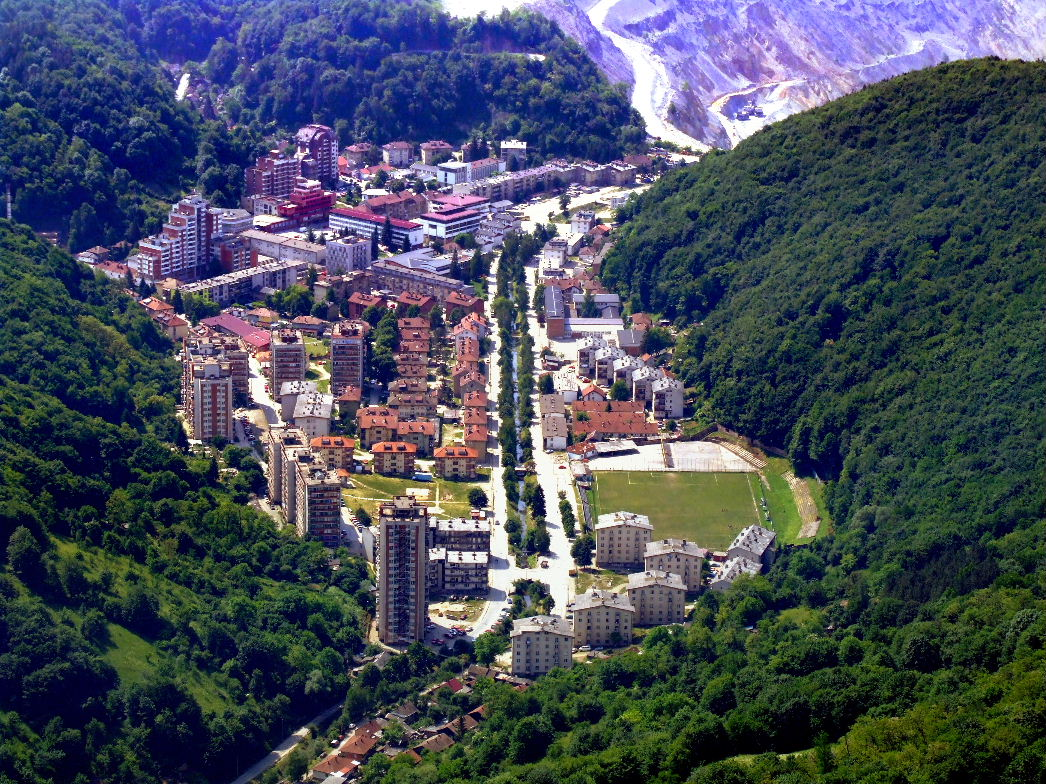

馬伊丹佩克是塞爾維亞的城鎮，由博爾州負責管轄，位於該國東部，面積932平方公里，海拔高度498米，鎮上的銅礦自十七世紀初啟用，2011年人口7,637。

## 友好城市
- 法國 勒克勒佐

## 外部連結
- Radio television Bor （页面存档备份，存于）

Radio television Bor （页面存档备份，存于）